# Tribunus militum
A tribunus militum a Római Birodalom hadseregében a legio legmagasabb rangú főtisztjeinek megjelölése volt.

## A királyság és a köztársaság idején
A római seregek legfontosabb tisztjeinek neve egyértelműen a törzsek (latinul tribus) elnevezéséből ered. A római történetírók ezt azzal magyarázták, hogy hajdan egy-egy tiszt vezette a három nagy törzs, a Ramnes, Luceres és Tities soraiból toborzott 3000 fős „eredeti” legiót. Polübiosz korára (Kr. e. 2. század) mindenesetre már minden egyes legióhoz hatan tartoztak, de a számuk emelkedésének folyamatát senki sem dokumentálta.
Hatalmuk az egész legióra kiterjedt, ezért a zavar elkerülése végett párokra oszlottak, és az egyes párosok kéthavonta váltották egymást. Mivel a hadjáratok általában hat hónapon belül lezajlottak, többnyire minden tribunusra csak egyszer került sor. A hadbíróságokon ők ítélkeztek, és akár halálos ítéletet is hozhattak. Feltehetően ők nevezték ki a centuriókat, és ők jelölték ki számukra a csapattesteket.
Kr. e. 361-ig a hadparancsnok nevezte ki őket, ekkor azonban a népgyűlés magának vindikálta a katonai tribunusok (vagy csak egy részük) megválasztásának jogát. Kr. e. 311-ben törvényben szabályozták, hogy a négy legio számára 16 katonai tribunust kell választaniuk, ám hogy ez az összes tiszt volt-e, az nem eldönthető. Ezek után jó ideig többnyire a népgyűlések döntöttek a katonai tribunusok (legalábbis többségük) kilétéről. Végül Kr. e. 207-ben Caius Claudius Nero és Marcus Livius Salinator consulok az akkor szolgáló 23 legióból 19 élére maguk nevezték ki a tiszteket, és csak az első négy legio számára választhattak tribunusokat a népgyűlésen. Bizonyos jelek arra utalnak, hogy ez utóbbiak magasabb rangúak voltak a többi hadseregnél szolgáló társaiknál.
Kr. e. 171-ben, amikor Perszeusz makedón király ellen robbant ki a háború, törvényben szabályozták, hogy ebben az évben kizárólag a consulok és praetorok döntsenek a tisztek személyéről. Feltehetően a következő évben is így volt, Kr. e. 169-ben azonban ismét volt a népnek beleszólása az ügybe: a négy tartalékos legio tribunusait ismét ők választották meg. Végül Kr. e. 168-ban a senatus határozata értelmében a consulok és a népgyűlés fele-fele arányban gondoskodott a tribuni milites megválasztásáról, azzal a kikötéssel, hogy Lucius Aemilius Paullus hadvezér maga választhatott közülük makedóniai hadjáratában részt vevő két legiója számára.

## A császárkorban
A későbbi időkben általánossá vált a katonai tribunusok kinevezése, és nem csak a consulok, hanem a proconsulok (illetve a mindenkori hadvezérek) részéről. A rang a császárkorban is fennmaradt tribunus legionis néven, és Augustus idején még találkozunk a népgyűlések – ugyan névleges, de létező – szerepvállalásával megválasztásukban – Tiberius korától azonban már a császár kiváltsága volt a tisztek kinevezése. 
Augustus törvényt hozott arról, hogy a senatorok gyermekei kötelező szolgálatukat (cursus honorum) szintén tribunusi rangban kezdhessék, mint tribunus laticlaviusok, a megkülönböztetésül viselt, széles bíborsávval ellátott tunica laticlavia nevű ruhadarabról. A későbbi császárkorban már származásra való tekintet nélkül neveztek ki tribunusokat, és gyakran csak fél évre, hogy minél többen részesülhessenek a kegyben.
Claudius idejétől a lovagok katonai szolgálatának is része lett a katonai tribunusság mint tribunus angusticlavius. A név a lovagok ruháján lévő keskeny bíborsávra utalt. A lovagok cursus honoruma Traianus idejére alakult ki.